# Topaz Lake (Nevada)
Topaz Lake es un lugar designado por el censo ubicado en el condado de Douglas en el estado estadounidense de Nevada.

## Geografía
Topaz Lake se encuentra ubicado en las coordenadas 38°40′48″N 119°32′24″O / 38.68000, -119.54000.